# Barraca del Fondo de Comalleó
La Barraca del Fondo de Comalleó és una barraca de vinya de Calafell (Baix Penedès) protegida com a Bé Cultural d'Interès Local. Està situada a una parcel·la de la partida de Cal Perotet.

## Descripció

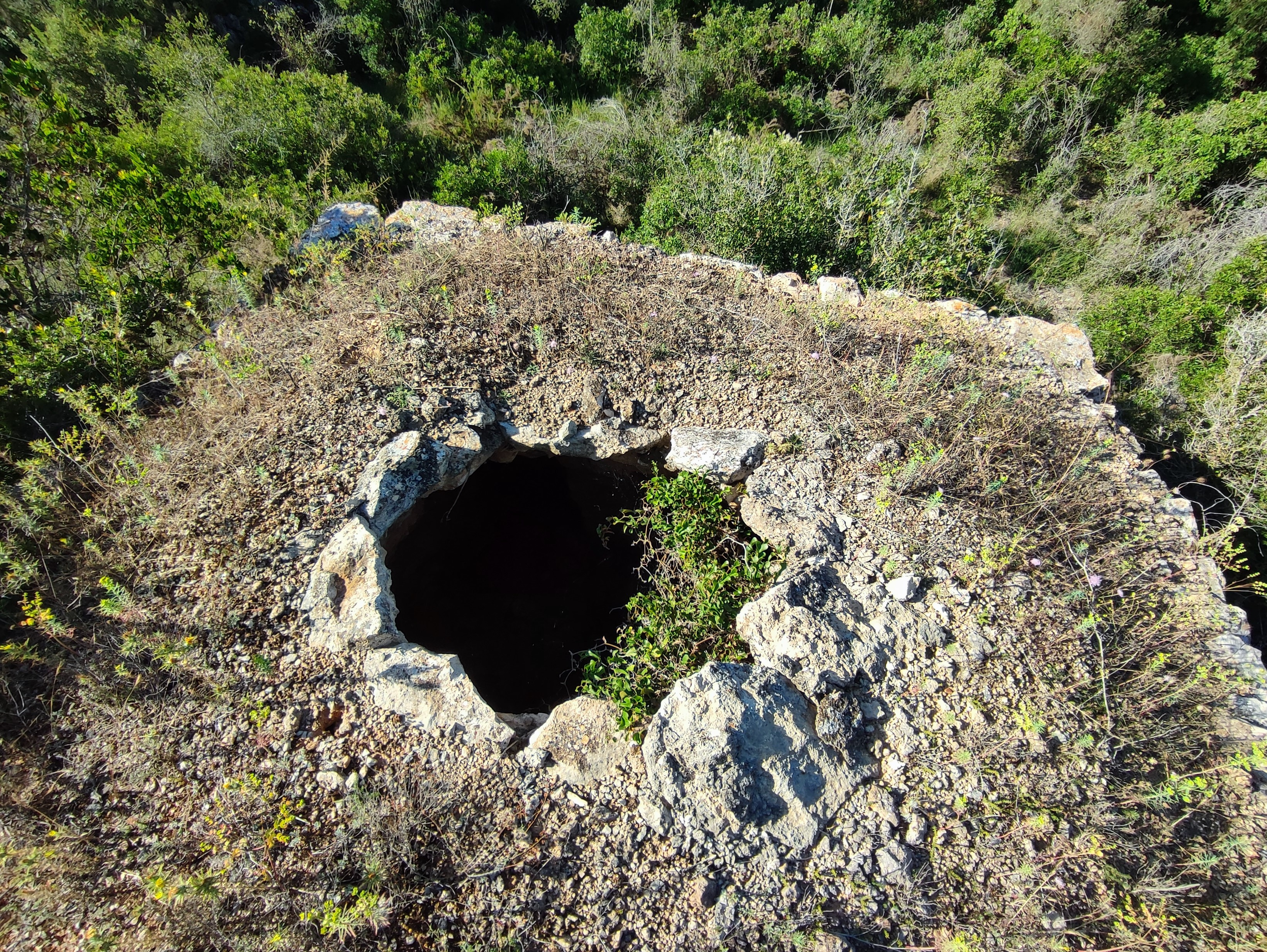
Vista de la coberta de la barraca

Edificació d'ús agrícola de planta quadrangular, però amb la part posterior circular, ja que s'adapta al desnivell del terreny, amb un sol espai interior i una porta d'entrada amb llinda, formada per una llosa plana. Sobre la llinda hi ha un arc de descàrrega fet amb maçoneria col·locada de cantell. La porta és situada a l'extrem dret del costat sud. La coberta és una volta cònica -o falsa cúpula- feta amb la superposició de filades de lloses planes, formant anells, el radi dels quals va decreixent progressivament. Actualment la coberta està descurullada i sense lliris. La barraca està totalment envoltada per arbustos.
Murs i volta realitzats amb peces irregulars de pedra unides en sec amb l'ajut de falques, també de pedra, de dimensions més petites. Els murs tenen un rebliment de pedruscall